# 9. Infanterie-Division (Wehrmacht)
Die 9. Infanterie-Division war ein vor dem Zweiten Weltkrieg aufgestellter Großverband der deutschen Wehrmacht. Der Verband gehörte zur 1. Aufstellungswelle und wurde mit Truppenteilen der Reichswehr gebildet.

## Divisionsgeschichte

### Aufstellung
Die 9. Infanterie-Division wurde im Oktober 1934 unter dem Decknamen „Infanterieführer V“ in Gießen aufgestellt. Den Tarnnamen behielt die Division bis zum 15. Oktober 1935. Ihre Infanterie-Regimenter wurden aus dem IR 15 der 5. Division der Reichswehr, aus Landespolizeieinheiten und aus Freiwilligen gebildet.
Garnisonsstandorte waren:
- Infanterie-Regiment 15 in Kassel
- Infanterie-Regiment 36 in Gießen
- Artillerie-Regiment 9 in Hanau
- I./ Artillerie-Regiment 45 in Fulda
- Beobachtungs-Abteilung 9 in Fulda, Mühlhausen/Thüringen und Marburg
- Division Einheiten im Raum Hannover und Wetzlar

Mit der Remilitarisierung des Rheinlandes 1936 wurde das IR 36 als IR 105 an die 34. ID abgegeben und das IR 36 in Fritzlar neu aufgestellt.
Das IR 36 hatte in Friedberg 1937 eine neue Garnison bezogen und in Gießen wurde das IR 116 aufgestellt. Zusätzlich erfolgte die Aufstellung des IR 57 in den Standorten Siegen, Marburg und Weilburg. Der Infanteriekommandeur 9 hatte zu dieser Zeit sein Quartier in Siegen.
Im August 1939 wurde die Division in Vorbereitung auf den Angriffskrieg gegen Polen mobilisiert. Hierzu werden die 4. Kompanie des MG-Bataillon 59 (Kassel) und der Schallmeßtrupp 10 der Division unterstellt. Die Division wird zur Grenzsicherung in die Saarpfalz verlegt und der 1. Armee unterstellt. Die II. Abteilung AR 45 verlässt den Divisionsverband und wird Heerestruppe.

### Westwall
Die Grenzsicherung nach Westen in den Stellungen des Westwall und dahinter verläuft für die Division ohne größere Kriegsereignisse. Für das IR 36 wird ein III. Bataillon aufgestellt. Im Oktober, nach Abschluss der Kämpfe in Polen verlegt die Division in die Eifel und sichert dort weiterhin nach Westen.
Im Januar 1940 wird mit dem Feld-Ersatz-Bataillon 9 ein Verband für die Aufstellung der 169. ID abgegeben. Im Februar wird das II./ IR 36 für die Aufstellung der 299. ID abgegeben und neu gebildet.

### Westfeldzug
Am 10. Mai 1940 greift die Division aus ihrem Bereitstellungsraum in der Eifel in Richtung Belgien an. Der Verband stößt über Bastogne und St. Quentin bis in einen Raum südlich von Arras vor. Danach sicherte die Division den Brückenkopf über die Somme.
Beim IX. AK unterstellt beginnt die Division die zweite Phase des Angriffs, zieht mit allen Teilen über die Somme und rückte weiter in Richtung Paris vor. Knapp östlich von Paris gingen Teile der Division am 12. und 13. Juni über die Seine, und an der Besetzung der französischen Hauptstadt Paris waren ebenfalls Teile der Division beteiligt.
Bis März 1941 folgte schließlich ein Einsatz als Besatzungstruppe in Nordfrankreich. In dieser Zeit gibt die Division etwa ein Drittel ihrer Mannschaften für die Aufstellung der 129. ID ab, dazu gehörten der Stab IR 36 und die jeweils III. Bataillone der Infanterie Regimenter.
Im Mai verlegt die wieder aufgefüllte Division nach Südpolen und bezog dort ihre Bereistellungsräume für das Unternehmen Barbarossa.

### Unternehmen Barbarossa
Am 10. Juni 1941 begann der Angriff auf die Sowjetunion. Die Division folgte als Reserve der 6. Armee mit dem Übergang über den Bug und dem Marsch nach Schitomir den Angriffsdivision. Ende Juli 1941 kommt es bei der Kesselschlacht von Uman zum ersten Einsatz. Im August steht die Division südlich von Kiew am Dnjepr und geht im Oktober nach der Schlacht bei Kiew über den Fluss angreifend weiter ostwärts vor. Der Verband erreicht Poltawa mit dem in dieser Gegend verlaufenden Donez. Im Winter 1941/42 richtet sich die Division in dieser Gegend zur Verteidigung ein und wir vielfach angegriffen.

#### 1942
Als die Wehrmacht 1942 wieder in die Offensive ging, begann das Jahr mit Kämpfen um Isjum, Rostow am Don und Bataisk. Nach Südosten eindrehend, ging es in den Raum Krasnodar am Kuban. Im Rahmen des V. Armee-Korps sicherte die Division die rechte Flanke der deutschen Kräfte, die auf den Kaukasus vorstießen.

#### 1943
Nach der Katastrophe von Stalingrad war die Wehrmacht zum Rückzug aus dem Kaukasus gezwungen und begann ab Januar 1943 Kräfte zurückzuführen. Über Noworossisk marschierte die 9. Infanterie-Division im März in eine Haltepositionen im Kuban-Brückenkopf. Die Division stand im Zentrum der Abwehrfront des Brückenkopfs im Großraum Krymskaja. Im September 1943 wurde der Brückenkopf geräumt. Die 9. ID musste sie sich über die Krim in die Ukraine zurückziehen.

#### 1944
Die Rückzugskämpfe des Jahres 1944 führten die Division über Melitopol in den Raum Nikopol. Dort sicherte die abgekämpfte Division südlich von Saporoschje einen Abschnitt entlang des Dnjepr. Ab Februar folgten Rückzugskämpfe über Uman in die Gegend des Inhulez  und dann bis hinter den Dnjestr. Die Division hielt Ende des Monats eine Frontlinie bis zur Mündung des Flusses ins Schwarze Meer. Im April/Mai ging es für die Division in den Raum Kischinew.
Am 18. August 1944 befand sich die 9. Infanterie-Division, verstärkt durch das Radfahr-Sicherungsregiment 4 in der Dnjestr-Stellung zwischen Olanesti und Rascaeti. Unterstellt war sie dort der Heeresgruppe Südukraine. In unmittelbarer Nähe befand sich ein sowjetischer Brückenkopf. Rechts der Division befand sich die 4. rumänische Gebirgs-Division, zur linken die 21. rumänische Infanterie-Division. Das dortige Gelände war flach und wild bewachsen, wodurch es schwierig war, das Gelände beobachten zu können. Nachdem die Division die Stellungen besetzt hatte, begannen sowjetische Truppen mit Aufklärungseinsätzen. Sie verwickelten unterschiedliche Stellungen in kurze Gefechte, um die Stärke der deutschen Truppen herauszufinden. Zudem setzten sie verstärkt Luftaufklärung ein, besonders auch hinter den Stellungen der Wehrmacht. Vereinzelt griffen Flugzeuge Versorgungswege an.
Am 19. August verstärkte sich die sowjetische Aktivität in der Luft. Schlachtflieger griffen gezielt die Unterkünfte der Division an, darunter vor allem diese in den Orten Cara Hasan, Slobozie und Volontiri. Dies veranlasste die Division dazu, die Tross-Anteile in Schluchten oder Wäldern in Sicherheit zu bringen. Gegen Nachmittag begannen sowjetische Truppen mit Artilleriefeuer, welches nach und nach zu heftiges Trommelfeuer anstieg.
In der Nacht zum 20. August 1944 dauerte das feindliche Artilleriefeuer in unverminderter Stärke an. Zum Morgengrauen stoppte das Trommelfeuer und sowjetische Truppen begannen mit einem Angriff auf die Stellungen des  5. Bataillon des Grenadier-Regiments 36. Es gelang ihnen ein Gruppennest zu besetzen. Ein weiterer Einbruch in andere Stellungen konnte durch schweres Abwehrfeuer durch Infanteriewaffen, Artillerie und Panzerabwehrkanonen verhindert werden. Die benachbarten rumänischen Infanteriedivisionen konnten die sowjetischen Truppen jedoch nicht aufhalten und wurden überrannt. Dadurch gelang es den sowjetischen Truppen bis zu einer Rollbahn 10 km südlich von Talmaz vorzudringen.
Am 21. August 1944 erfolgten keine weiteren Angriffe der sowjetischen Truppen auf die Stellungen der 9. Infanterie-Division. Jedoch wurden die rumänischen Nachbardivisionen verstärkt angegriffen und immer weiter zurückgeworfen. Aufgrund dessen, dass die Flanken der Division nun offen waren, mussten die eigenen Truppen umgegliedert werden. So wurden Truppen aus der Reserve geholt um die Flanken zu verstärken. Das Feld-Ersatz-Bataillon 9 wurde von den Unterkünften in Pauleni nach Manja verlegt und sollte dort eine neue Sperrlinie errichten. Die sowjetischen Truppen griffen diese Sperrlinie jedoch massiv mit Panzern an und vernichteten das Feld-Ersatz-Bataillon 9 fast vollständig. Die restlichen Teile wichen nach Bolhrad aus.
Am 22. August 1944 schlossen die sowjetischen Truppen den Kessel um die 9. Infanterie-Division. Einigen letzten Tross-Soldaten gelang dennoch die Flucht. Diese meldeten, dass die Division in der kommenden Nacht einen Ausbruch aus dem Kesseln versuchen würde. Eine Funkverbindung konnte nicht mehr zu den kämpfenden Teilen im Kessel aufgebaut werden. Ab diesem Zeitpunkt ist von den kämpfenden Truppen der 9. Infanterie-Division nichts mehr bekannt. Lediglich das I. Bataillon des Grenadier-Regiments 57 konnte sich, nach einem Marsch von fast 600 km, zu den deutschen Stellungen durchschlagen. Der Kommandeur des Bataillons, Major Löser, berichtete, dass sich die kämpfenden Truppen nach Süden abgesetzt hatten und im Raum Sarata durch starke russische Kräfte zerschlagen wurden.
Die überlebenden Versorgungstruppen wurden nach dem 23. August 1944 der Kampfgruppe Winkler der 15. Infanterie-Division zugeteilt. Am 4. Oktober 1944 erfolgte die Auflösung der restlichen Teile der 9. Infanterie-Division. Alle noch verbliebenen Truppen wurden auf die 15. Infanterie-Division und 76. Infanterie-Division aufgeteilt. Die 9. Infanterie-Division hörte damit auf zu existieren.

## 9. Volksgrenadier-Division
Mit den geringen Resten der 9. Infanterie-Division wurde am 13. Oktober 1944 in Esbjerg in Dänemark die 9. Volksgrenadier-Division aufgestellt. Die Truppengestellung und Ausrüstung wurde vom Wehrkreis X (Hamburg) übernommen, wobei die in Dennewitz bereits als Schatten-Division in Aufstellung befindliche 584. Infanterie-Division der 32. Aufstellungswelle den Rahmen bildete und deren Organisation wurde umbenannt.
- Infanterie-Regiment 1 „Dennewitz“ wurde neues Infanterie-Regiment 36
- Infanterie-Regiment 2 „Dennewitz“ wurde neues Infanterie-Regiment 57
- Infanterie-Regiment 3 „Dennewitz“ wurde neues Infanterie-Regiment 116
- Artillerie-Regiment „Dennewitz“ wurde neues Artillerie-Regiment 9
- Divisionseinheiten erhielten die Nummern der alten Divisionseinheiten der 9. ID

### Ardennenoffensive
Zum Jahresende 1944 verlegte die 9. VGD in den Bereitstellungsraum für die Ardennenoffensive in der Eifel. Als nicht vollmotorisierte Einheit diente der Vorstoß der Division der Entlastung der über Bastogne angreifenden Verbände. Nachdem klar war, dass die Angriffsoperation gescheitert war, musste sich auch die 9. VGD zurückziehen. Im Großraum Winseler bezogen die Divisionsteile im März eine Abwehrstellung in der südlichen Flanke der 7. Armee der bis nach Trier reichte. Nach dem amerikanischen Rheinübergang bei Remagen bildeten sich Kampfgruppen, die sich vom Rhein langsam nach Franken zurückzogen.

### Kapitulation
Die Überreste der 9. VGD stellten im April 1945 im sogenannten Taubernabschnitt die Kämpfe ein und kapitulierten vor den vorrückenden US-amerikanischen Streitkräften.

## Personen
| Dienstzeit                          | Dienstgrad                   | Name                             |
| ----------------------------------- | ---------------------------- | -------------------------------- |
| 1. April 1934 bis 1. Oktober 1934   | Generalmajor                 | Erwin Oßwald                     |
| 1. Oktober 1934 bis 7. März 1936    | Generalmajor/Generalleutnant | Erich Lüdke                      |
| 7. März 1936 bis 4. November 1938   | Generalleutnant              | Erwin Oßwald                     |
| 4. November 1938 bis 1. August 1940 | Generalleutnant              | Georg von Apell                  |
| 1. August 1940 bis 6. Januar 1941   | Generalmajor/Generalleutnant | Erwin Vierow                     |
| 6. Januar 1941 bis 20. August 1943  | Generalmajor/Generalleutnant | Siegmund Freiherr von Schleinitz |
| 20. August 1943 bis 1. Mai 1944     | Generalmajor/Generalleutnant | Friedrich Hofmann                |
| 1. Mai 1944 bis 16. Juni 1944       | Oberst                       | Otto-Hermann Brücker             |
| 16. Juni bis 29. August 1944        | Oberst/Generalmajor          | Werner Gebb                      |
| 1. November 1944 bis April 1945     | Oberst/Generalmajor          | Werner Kolb                      |

| Dienstzeit                       | Dienstgrad     | Name                      |
| -------------------------------- | -------------- | ------------------------- |
| 1. August 1936 bis 1. April 1938 | Major          | Max Hermann Bork          |
| 1939 bis Juli 1940               | Oberstleutnant | Julius Lynker             |
| 10. Juli 1940 bis 5. Juli 1942   | Major          | Hans-Georg von Tempelhoff |
| 5. Juli 1942 bis 1. Mai 1943     | Oberstleutnant | Leo Hepp                  |
| 1. Mai 1943 bis 1. März 1944     | Major          | Arnold Tamm               |
| 1. März bis August 1944          | Major          | Helmut Schwenninger       |

## Auszeichnungen
Insgesamt wurde 18 Angehörigen der 9. ID das Ritterkreuz verliehen und 81 das Deutsche Kreuz in Gold.

## Gliederung
| 1939                                                      | 1942                                                  | 1943–1944                                             |
| --------------------------------------------------------- | ----------------------------------------------------- | ----------------------------------------------------- |
| Infanterie-Regiment 36                                    | Grenadier-Regiment 36 (Kommandeur: Major Proske)      | Grenadier-Regiment 36 (Kommandeur: Major Proske)      |
| Infanterie-Regiment 57                                    | Grenadier-Regiment 57 (Kommandeur: Oberst Schönheit)  | Grenadier-Regiment 57 (Kommandeur: Oberst Schönheit)  |
| Infanterie-Regiment 116                                   | Grenadier-Regiment 116 (Kommandeur: Hauptmann Eggers) | Grenadier-Regiment 116 (Kommandeur: Hauptmann Eggers) |
| Artillerie-Regiment 9 (Kommandeur 1944: Oberst Balthasar) |                                                       |                                                       |
|                                                           |                                                       | I./Artillerie-Regiment 45                             |
| Pionier-Bataillon 9                                       |                                                       |                                                       |
| Panzerabwehr-Abteilung 9                                  | Panzerjäger-Abteilung 9                               | Panzerjäger-Abteilung 9                               |
| Aufklärungs-Abteilung 9                                   | Radfahr-Abteilung 9                                   | Füsilier-Bataillon 9                                  |
| Beobachtungs-Abteilung 9                                  | --                                                    | --                                                    |
| Nachrichten-Abteilung 9                                   |                                                       |                                                       |
| Feldersatz-Bataillon 9                                    |                                                       |                                                       |
| Versorgungseinheiten 9                                    |                                                       |                                                       |

Das Artillerie-Regiment 9 bestand aus der I.–III. Abteilung und der I./Artillerie-Regiment 45. Am 19. Mai 1942 wurde das I./Artillerie-Regiment 45 gebildet, umgruppiert aus der IV./Artillerie-Regiment 9.

## Bekannte Divisionsangehörige
- Leo Hepp (1907–1987), war von 1961 bis 1967, als Generalleutnant des Heeres der Bundeswehr, Befehlshaber des II. Korps
- Richard John (1896–1965), war 1940 und von 1942 bis 1943 Kommandeur des Infanterie-Regiments 36 und später Generalleutnant
- Hans-Georg von Tempelhoff (1907–1985), war von 1962 bis 1967, als Brigadegeneral des Heeres der Bundeswehr, Kommandeur der 3. Panzerdivision